# 爱潜水的乌贼
爱潜水的乌贼本名袁野，中華人民共和國網絡作家，四川乐山人，毕业于四川大学计算机专业。爱潜水的乌贼年幼時喜愛閱讀武俠小說，大學畢業後成為电子科技大学出版社一名編輯。2011年開始網絡文學創作。2013年8月從單位離職，正式全身心投入寫作。作品有《灭运图录》、《奥术神座》、《一世之尊》、《武道宗师》、《诡秘之主》、《長夜餘火》、《宿命之环》等。2017年11月獲得第二届“中华文学基金会茅盾文学新人奖网络文学新人奖”。2019年7月9日出任四川网络作家协会主席。